# Großsteingräber bei Dobberkau
Die Großsteingräber bei Dobberkau waren zwei mögliche megalithische Grabanlagen der jungsteinzeitlichen Tiefstichkeramikkultur bei Dobberkau, einem Ortsteil von Bismark im Landkreis Stendal, Sachsen-Anhalt. Beide wurden wohl spätestens im 19. Jahrhundert zerstört. Beschreibungen zu den Anlagen liegen nicht vor, ihre mögliche Existenz ist nur durch die Bezeichnungen „kurze Steinacker“ und „hinterste Steinacker“ auf einem historischen Messtischblatt belegt.